# Mini Jakobsen
Jahn Ivar "Mini" Jakobsen (Gravdal, 8 de novembro de 1965) é um antigo futebolista norueguês, que defendeu sua seleção nas Copas de 1994 e 1998.

## Carreira
Por clubes, Jakobsen iniciou sua carreira profissional em 1984, no Bodø/Glimt, fazendo 80 partidas e marcando 67 gols em 4 temporadas.
Seu desempenho chemou a atenção do Rosenborg, que o contratou em 1987. No clube de Trondheim, também obteve destaque: marcou 43 gols em 66 partidas. No Young Boys, também foi bem-sucedido: em oitenta jogos, marcou 32 gols entre 1990 e 1993. Sua passagem pelo alemão Duisburg, em 1993, resumiu-se a duas partidas.
Após uma temporada no belga Lierse (16 partidas, um gol), Jakobsen voltaria à Noruega em 1994 para defender outra vez o Rosenborg, onde se destacaria em seis temporadas: em 128 jogos, marcou 35 vezes. Encerrou sua carreira em 1999, aos 34 anos.

## Seleção
Fez sua estreia pela Seleção Norueguesa em 1988, mas a equipe não conseguiu se classificar para a Copa de 1990 - ficou em quarto lugar em seu grupo (que também incluía Iugoslávia, Escócia, França e Chipre), com seis pontos - nem para a Eurocopa de 1992.
Na Copa de 1994, Jakobsen foi opção no banco de reservas, mas atuou nas três partidas da equipe, que caiu na fase de grupos. Em 1998, ficou novamente na reserva e jogou apenas contra a Escócia, na primeira fase. Este foi seu último jogo com a seleção, que perdeu para a Itália nas oitavas-de-final.